# Sumah

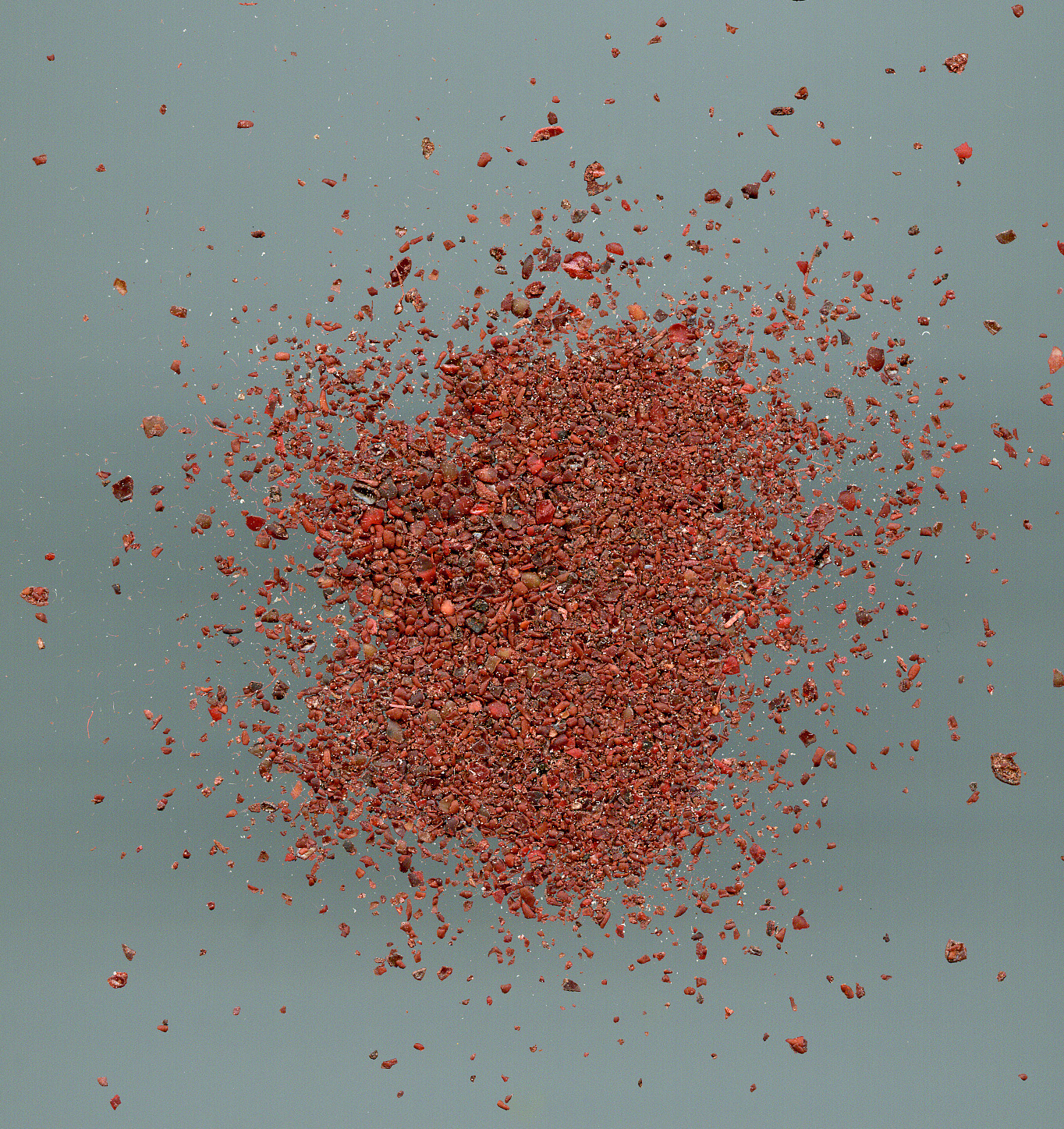
Rozemletý prášek

Sumah, také sumac nebo sumaq, je cihlově až tmavě červený prášek kyselé chuti z umletých plodových palic vyššího keře škumpy koželužské (Rhus coriaria). Škumpa roste planě ve Středomoří, Sicílii, v Turecku, Libanonu, Gruzii, Arménii a jihozápadní Asii, na skalnatých půdách a vyšších polohách.
Zabraňuje průjmům, vaří se z něj čaj při žaludečních potížích. Na Středním východě se používá jako citrónová šťáva např. do salátů. V receptech zakavkazské kuchyně se používá k rožněným masům (šašlik).

## Toxicita
Rostlina škumpa koželužská obsahuje toxické látky, které mohou způsobit vážné podráždění. Jak míza tak plody jsou jedovaté.